# Амадей Вільям Грабау
Амадей Вільям Грабау (9 січня 1870 — 20 березня 1946) — американський геолог, викладач, стратиграф, палеонтолог і автор, який працював у Сполучених Штатах і Китаї .

## Життєпис
Дід Грабау, Я.А.А. Грабау очолив групу дисидентів-лютеранських іммігрантів з Німеччини до Буффало, Нью-Йорк. Його освіта почалася в парафіяльній школі його батька в його рідному місті Седарбург, штат Вісконсін, а потім у державній середній школі там. Після того як його батько став головою семінарії Мартіна Лютера в 1885 році, він закінчив середню школу в Буффало. Він відвідував уроки вечорами, навчаючись у палітурника. Його інтерес до місцевих скам'янілостей зростав. На заочному курсі мінералогії він настільки вразив геолога Вільяма Отіса Кросбі, що він найняв його в Бостонське товариство природної історії в 1890 році та влаштував йому освіту в Бостонському латинському університеті, Массачусетському технологічному інституті та Гарварді.
На початку своєї кар’єри він викладав у Массачусетському технологічному інституті та Політехнічному інституті Ренсселера. У 1901 році він став професором Колумбійського університету в Нью-Йорку. Він одружився зі студенткою Барнарда Мері Антін 5 жовтня 1901 року. Згодом вона стала видатною письменницею. Пронімецькі настрої під час Першої світової війни призвели до відчуження від його дружини, і в 1919 році він виїхав з Колумбії до Китаю. У жовтні 1920 року він поїхав до Китаю, щоб стати професором Пекінського університету та членом Китайської геологічної служби . У рамках свого життєвого шляху він провів геологічне дослідження Китаю і тепер відомий як батько китайської геології.
У 1936 році Національна академія наук нагородила його медаллю Мері Кларк Томпсон за найважливіші заслуги в геології та палеонтології. Під час Другої світової війни залишився в Пекіні. Близько 1941 року він був інтернований японською імператорською армією. Його здоров'я різко погіршилося, і після звільнення він помер від внутрішнього крововиливу.